# Веге
Веге  (швед. Vege å) — мала річка на півдні Швеції, у лені Сконе. Довжина річки становить 53 км, площа басейну  — 488,1 км².